# Gabrielle-Suzanne Barbot de Villeneuve
Gabrielle-Suzanne Barbot de Villeneuve was een Franse schrijfster (La Rochelle, 1695 - Parijs, 29 december 1755) die gezien wordt als de originele bedenkster van Belle en het Beest. Haar lange versie werd verkort en opnieuw uitgegeven door Jeanne-Marie Leprince de Beaumont.
Barbot de Villeneuve schreef sprookjes gebaseerd op oude volksverhalen om haar vrienden in het salon te amuseren.

## Belle en het Beest
Barbot de Villeneuve's uitgave van Belle en het Beest is de versie die men het beste kent. Dit boek werd in 1740 gepubliceerd als onderdeel van een verzameling van verhalen, genaamd La jeune amériquaine, et les contes marins. Deze versie was ongeveer 362 pagina's lang.
Bijna de helft van het verhaal ging over vechtende feetjes en een lange geschiedenis over het ouderschap, van zowel Belle als de prins. Zo komt Belle uit een familie van de twaalf kinderen en heeft ze een stiefvader die koopman is. Haar echte vader is de koning van de "Blije Eilanden". Haar echte moeder, de koningin van de "Blije Eilanden", is de zus van de Dromenfee.
Barbot de Villeneuve uit ook kritiek op de geforceerde huwelijken die vrouwen (en mannen) toen moesten ondergaan. Deze kritiek komt het best tot uiting in Belles mening dat vele vrouwen gedwongen worden om te trouwen met mannen die nog grotere beesten zijn dan haar eigen "Beest".
Barbot de Villeneuve herpubliceerde haar verhaal in 1786 als onderdeel van Le Cabinet des Fées et autres contes merveilleux.

## Boeken
- La Jeune Amériquaine et les contes marins (1740)
- Le Cabinet des Fées et autres contes merveilleux (1786)

- Bibsys: 90955123
- Biblioteca Nacional de España: XX824167
- Bibliothèque nationale de France: cb11928392h (data)
- Catàleg d'autoritats de noms i títols de Catalunya: 981058611433806706
- Gemeinsame Normdatei: 100795455
- International Standard Name Identifier: 0000 0001 0927 2094
- KulturNav: 412c7531-48e2-4d19-84b0-a669fdc709ac
- Library of Congress Control Number: n85382197
- Nationale Bibliotheek van Letland: 000284063
- Bibliotheek van het Japanse parlement: 00696720
- Nationale Bibliotheek van Tsjechië: xx0017326
- Nationale bibliotheek van Australië: 35054701
- Nationale Bibliotheek van Israël: 987007459209705171
- Nationale en Universitaire bibliotheek Zagreb: 000498986
- Nederlandse Thesaurus van Auteursnamen: 071512225
- Réseau des bibliothèques de Suisse occidentale: 02-A000173010
- SNAC: w6zp666v
- Système universitaire de documentation: 02718627X
- Virtual International Authority File: 95162717
- WorldCat: E39PBJmTvtQvgG3wTgmrFhdfbd